# Кечеджиян, Руслан Эдуардович
Руслан Эдуардович Кечеджиян (10 октября 1977, Ростов-на-Дону) — российский кинорежиссер, сценарист, кинооператор.

## Биография
Родился 10 октября 1977 года в Ростове-на-Дону.
Руслан Кечеджиян стал известен в после выхода неоднозначно воспринятого сериала «Мы с Ростова».
В июле 2015 года фильм Руслана Кечеджияна «Руки» был включён в шорт-лист национального конкурса «Российская Флаэртиана».
"Донбасс. Истерзанное сердце России" - Гран-при международного телекинофорума "Новая реальность" 2023 г.

## 2023— «Донбасс. Истерзанное сердце России».
- 2022 — «Биология предательства».
- 2014 — «Руки».[1][3][4][5]
- 2013 — «Станичный священник». Документальный фильм.[1][4][6]
- 2012 — «Мы с Ростова».[3]
- 2010 — «Русский век барона Фальц-Фейна». Документальный фильм, 59 мин.[3][7]
- 2010 — «Нереальный кастинг».[3]
- 2009 — «Путешествие по Дону».

## Семья
- Кечеджиян, Эдуард Макарович (1949) — отец, российский кинооператор.